# El Hassi (Relizane)
Pour les articles homonymes, voir Hassi et El Hassi.
El Hassi est une commune de la wilaya de Relizane en Algérie.